# Belén López Sánchez
Belén López Sánchez (nascuda el 1976) és una sindicalista catalana i la primera dona a exercir com a secretària general de Comissions Obreres de Catalunya (CCOO), càrrec que va assumir el 10 d'abril de 2025. Nascuda en una colònia tèxtil de les Masies de Voltregà, Osona, va créixer a La Farga Lacambra, filla d'una família d'origen gallec, López va créixer en un entorn laboral que va donar forma al seu compromís obrer. Va anar a l'institut a Manlleu. És llicenciada en Ciències Polítiques i de l'Administració Pública i un màster en lideratge organitzatiu. Va treballar com a professora de formació professional a l'INS Vallvera de Salt.
La seva trajectòria sindical va començar a Vic i Girona, on va exercir diferents càrrecs dins de CCOO, entre els quals la de delegada al Departament d'Ensenyament l'any 2019, i posteriorment va exercir com a secretària de Socioeconomia, Afers de la Dona, Comunicació i Organització, abans de convertir-se en Secretària General de CCOO a la demarcació de Girona.
L'elecció de López com a secretària general al XIII Congrés de CCOO a Barcelona va suposar una fita històrica per al sindicat, que representa uns 147.000 afiliats, el que el converteix en el més gran de Catalunya per nombre d'afiliats. Sense oposició, va aconseguir el 98,1% dels vots, succeint a Javier Pacheco, qui va dirigir l'organització durant vuit anys.
Coneguda per la seva perspectiva feminista, López defensa uns horaris laborals racionals, un habitatge assequible i polítiques d'atenció col·lectiva per abordar les desigualtats de gènere, especialment amb relació a l'envelliment de la població.
En l'àmbit personal, és mare de tres fills i està divorciada.